# Achille Tribouillet
Achille Charles Marcel Tribouillet (* 25. Dezember 1902 in Tourcoing; † 1968) war ein französischer Wasserballspieler.

## Karriere
Tribouillet begann seine sportliche Laufbahn bei der Europameisterschaft 1927 in Bologna. Hier gewann er mit der französischen Mannschaft Silber. Im folgenden Jahr nahm der Sportler an den Olympischen Spielen teil. In Amsterdam erreichte er mit der Wasserballnationalmannschaft den dritten Rang und sicherte sich somit Bronze.